# Meganaclia carnea
Meganaclia carnea là một loài bướm đêm thuộc phân họ Arctiinae, họ Erebidae.